# Capilla de San Juan
La Capilla de San Juan es uno de los templos más antiguos y emblemáticos de la ciudad de Tarija, Bolivia. Construida por los padres dominicos en el siglo XVI, forma parte fundamental del patrimonio histórico, religioso y cultural de la región. Su relevancia radica en su participación en hechos históricos clave, como la Batalla de La Tablada en 1817. Por su importancia, ha sido declarada Reliquia Histórica mediante ley de la República.

## Historia y fundación
La Capilla de San Juan fue fundada en 1578, apenas cuatro años después de la creación de la Villa de San Bernardo de Tarixa. En sus primeros años, se erigió como una ermita sencilla bajo la advocación de San Juan Evangelista, santo que fue declarado por el Cabildo como protector y abogado de Tarija en 1575. Su construcción fue impulsada por los padres dominicos del Priorato de Santo Domingo, y más tarde también tuvo influencia de los jesuitas.
En sus orígenes, la capilla consistía en una habitación de unos cinco metros de largo por tres de ancho. Su ubicación en la Loma de San Juan, entonces el límite de la ciudad, le otorgaba una función estratégica: servía como punto de alerta ante posibles ataques, especialmente de los chiriguanos. Con el tiempo, la edificación se transformó en una capilla de mayor importancia religiosa, albergando la primera pila bautismal de la villa y oficiando sacramentos antes de la construcción de la Iglesia Matriz (hoy Catedral).
La Capilla de San Juan se encuentra en el barrio El Molino, en la confluencia de las calles Bolívar y Domingo Paz, al pie de la antigua Loma de San Juan. Esta elevación ofrece una de las mejores vistas panorámicas de la ciudad de Tarija, especialmente del Casco Viejo, lo que la ha convertido también en un atractivo turístico, conocido como el Mirador de San Juan.

## Arquitectura y restauraciones
El diseño arquitectónico original de la Capilla de San Juan ha variado considerablemente a lo largo de los siglos. En sus primeras fases, era una estructura modesta de adobe a dos aguas, sin mayores adornos, reflejando las limitaciones constructivas de una ciudad recién fundada.
En 1956, tras años de deterioro, la capilla fue refaccionada por los padres carmelitas, bajo la dirección del padre Bartolomé Attard. Durante esta restauración se revocaron las paredes, se colocó un nuevo piso de mosaico y se instaló iluminación eléctrica. Posteriormente, la familia Grandchant donó el altar de madera actual, y la familia Ichazo contribuyó con el embellecimiento floral de las festividades.

### Hechos históricos relevantes
El 15 de abril de 1817, el general Gregorio Aráoz de La Madrid libró en sus inmediaciones la Batalla de La Tablada, en la que las fuerzas patriotas derrotaron al ejército español. Este evento selló su rol como símbolo de resistencia e identidad nacional. Por su papel en estos acontecimientos, la capilla fue reconocida como Reliquia Histórica Nacional mediante una ley de la República.

### Devoción y festividades
A lo largo de los siglos, la Capilla de San Juan ha mantenido una fuerte tradición religiosa, especialmente ligada a la Virgen del Rosario, una de las imágenes más antiguas que aún se conserva. La celebración principal se realizaba con la Fiesta de las Flores, una festividad que duraba siete días e incluía misas, procesiones, danzas tradicionales como los chunchos, y abundante comida y chicha.
La imagen de la Virgen fue cuidada por generaciones de devotos, como Carmen Galarza Uriondo y su familia, quienes se encargaban de custodiarla, vestirla y prepararla para la procesión anual. Gracias a estos esfuerzos comunitarios, la tradición logró mantenerse viva hasta que se reinstaló la imagen de manera permanente en el altar de la capilla.